# بیلی کوگینز
بیلی کوگینز (انگلیسی: Billy Coggins; ۱۶ سپتامبر ۱۹۰۱ – ژوئیه ۱۹۵۸) بازیکن فوتبال اهل بریتانیا بود.
از باشگاه‌هایی که در آن بازی کرده‌است می‌توان به باشگاه فوتبال بریستول سیتی، باشگاه فوتبال کویینز پارک رنجرز، باشگاه فوتبال اورتون، و باشگاه فوتبال بث سیتی اشاره کرد.